# Distrito de Northeim
El Distrito de Northeim (en alemán: Landkreis Northeim) es un Landkreis (distrito) ubicado en la parte sudeste del estado federal de Baja Sajonia (Alemania). La capital de distrito es Northeim.

## Geografía
El distrito limita al oeste con el distrito de Holzminden, al norte con el distrito de Hildesheim, al este con el distrito de Goslar y con el de Osterode am Harz así como al sur con el distrito de Göttingen y el distrito de Hesse denominado Kassel (entre el este de Oberweser, OT Heisebeck y el noroeste de Bad Karlshafen así como al noroeste de Uslar, OT Fürstenhagen) y el distrito de Renania del Norte-Westfalia de Höxter (entre el noroeste de Bad Karlshafen y el este de Beverungen, OT Würgassen).

## Composición del distrito

### Unión de Municipios
| - 1. Bad Gandersheim, Stadt (10.939) - 2. Bodenfelde, Flecken (3.579) - 3. Dassel, Stadt (11.137) - 4. Einbeck, Stadt, Selbständige Gemeinde (27.912) - 5. Hardegsen, Stadt (8.652) - 6. Kalefeld (7.252) | - 7. Katlenburg-Lindau [Sitz: Katlenburg] (7.484) - 8. Kreiensen (7.428) - 9. Moringen, Stadt (7.453) - 10. Nörten-Hardenberg, Flecken (8.526) - 11. Northeim, Stadt, Selbständige Gemeinde (30.856) - 12. Uslar, Stadt (15.880) |

### Zonas sin municipalidad
1. Solling (147,49 km², sin habitar)